# Ismael Boulliau
Ismael Boulliau (francès: Ismaël Boulliaud)  (Loudun, 28 de setembre de 1605 - París, 25 de novembre de 1694) (o, llatinitzat, Bullialdus) va ser un astrònom francès del segle xvii.

## Vida
Fill dels calvinistes Ismael Boulliau (notari i funcionari municipal) i Susanna Motet, va iniciar els seus estudis a Loudun i, probablement, va estudiar Dret a Poitiers, acabant la seva formació a París.
El 1625 es va convertir al catolicisme i el 1633 es va traslladar definitivament a París. A París va tenir el patronatge dels germans Dupuy, bibliotecaris reials, i, després, de l'ambaixador Jacques-Auguste de Thou. Va viatjar per tot Europa comprant llibres per a les biblioteques reials i dels seus mentors. A partir de 1666 va estar al Collège de Laon de París i a l'abadia de Sant Víctor, en la qual va morir el 1694.
Tot el temps de la seva estança a París va gaudir de l'amistat de Gassendi, Mersenne, Descartes, Pascal, Roberval, Hevelius i Huygens.

## Obra

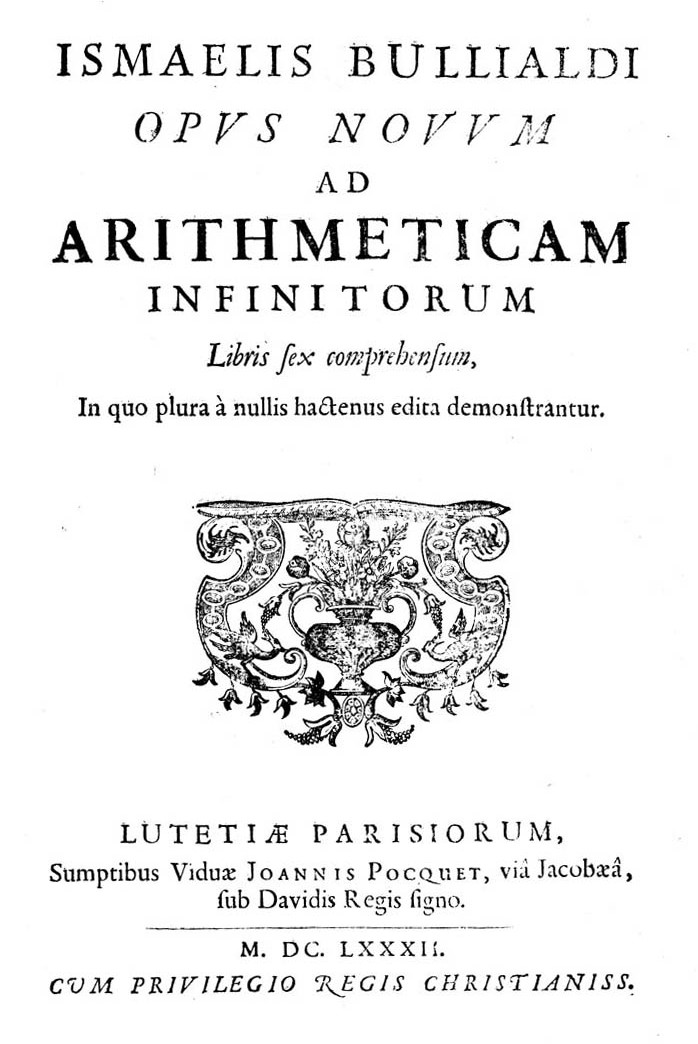
Opus novum ad arithmeticam infinitorum libris sex comprehensum, 1682

Malgrat que va publicar uns quants llibres i va viatjar per Holanda, Alemània, Polònia, Itàlia i l'Orient, la reputació de Bolliau com astrònom i matemàtic és deguda, sobretot, a la seva correspondència amb els seus il·lustres amics.
La publicació el 1639 del seu Philolaus el va col·locar en el camp del copernicanisme, però ell va anar més lluny que el mateix Copèrnic en suggerir que el moviment de la terra no era uniforme.
El 1645 publica la seva obra més significativa: l'Astronomia Philolaica en la que es revela com un dels pocs astrònoms seguidors de Kepler i de la seva teoria de l'el·lipticitat de les òrbites planetàries; tot i així critica el que ell considera misticisme keplerià i planteja per primer cop la proporcionalitat inversa de l'atracció amb el quadrat de les distàncies. Després de les crítiques rebudes de Seth Ward, en faria una nova edició amb correccions el 1657.
El 1663 va editar un opuscle de Ptolemeu sobre el judici i la ment, que li va servir per a fer un crítica del dualisme cartesià.
El 1667, en el seu Ad astronomos monita, estableix per primera vegada la periodicitat d'una estrella variable: Mira Ceti.
Boulliau també va publicar llibres de matemàtiques: va editar l'Arithmetica de Teó d'Esmirna (1644); va escriure un llibre inspirat en Arquimedes: De lineis spiralibus (1657); i el seu Opus novum ad arithmeticam infinitorum (1682), quan ja tenia més de setanta-cinc anys.
També se li atribueix la invenció del primer termòmetre de mercuri en vidre i la introducció del mot evecció per a referir-se a les pertorbacions de les òrbites llunars.

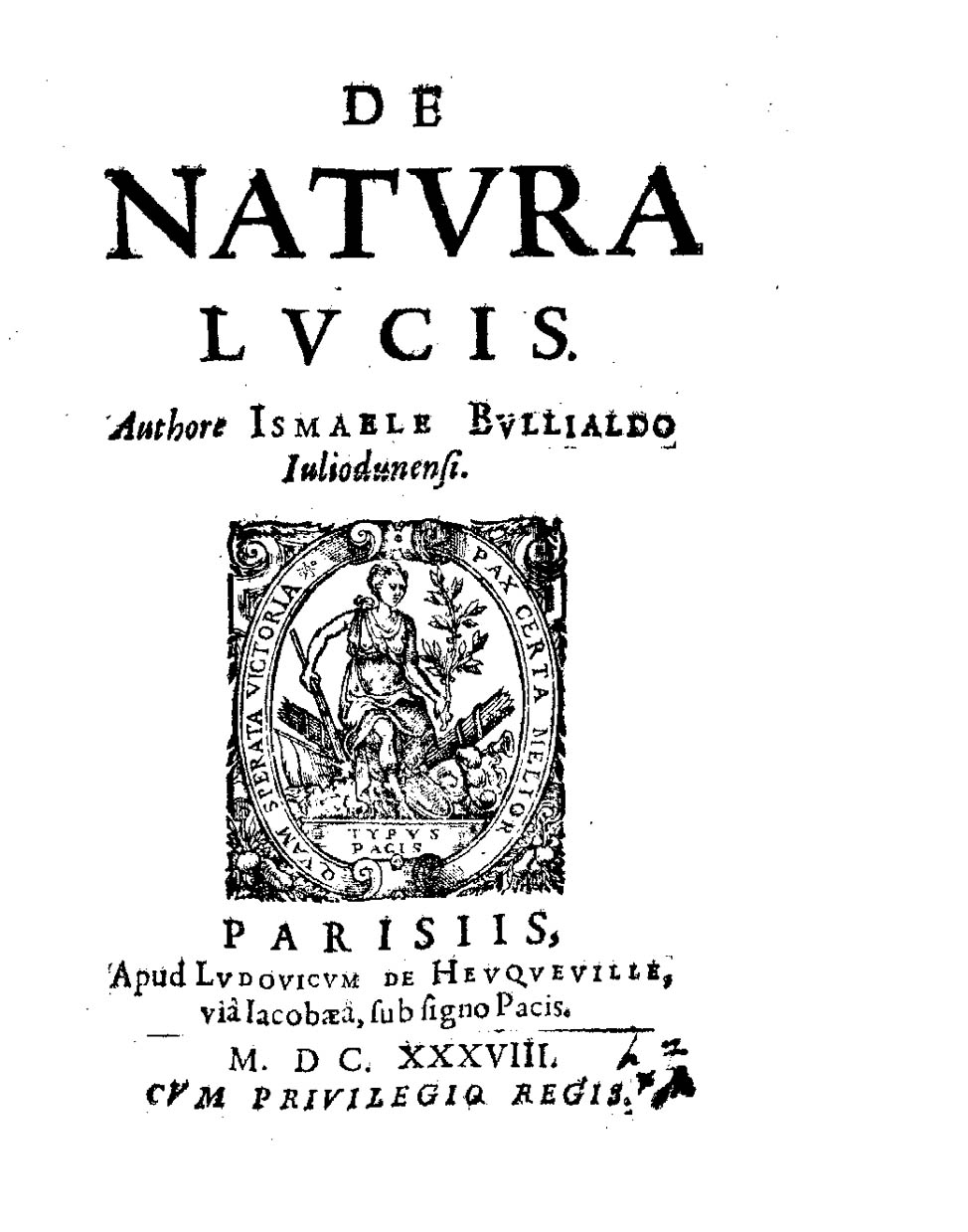
De natura lucis, 1638
Carta de Boulliau, 1664